# Curvatura di campo
La curvatura di campo è un'aberrazione monocromatica e un'aberrazione sferica, presente nei sistemi ad una o più lenti, coniugata all'astigmatismo dei fasci obliqui.
Nonostante l'eliminazione dell'aberrazione dei fasci obliqui, in presenza di un astigmatismo delle sezioni esaminate pari a zero, l'immagine di un oggetto piano, che sia perpendicolare all'asse ottico, si forma comunque su una superficie curva. 
La deviazione indotta dal piano immagine viene quindi definita curvatura di campo